# Spirotecoma
Spirotecoma es un género perteneciente a la familia de las bignoniáceas con siete especies de pequeños árboles o arbustos.

## Taxonomía
El género fue descrito por Baill. ex Dalla Torre & Harms  y publicado en Genera Siphonogamarum 467. 1904. La especie tipo es: Tecoma spiralis C. Wright ex Griseb. 

## Especies
| - Spirotecoma apiculata - Spirotecoma domatiata - Spirotecoma guantanamensis - Spirotecoma holguinensis - Spirotecoma rubriflora - Spirotecoma spiralis - Spirotecoma woodfredensis |